# 최남걸
최남걸(崔南傑, 생몰년 미상)은 조선 중기의 무관이다. 인조반정과 이괄의 난 때 인조를 호종한 공으로 정사원종공신(靖社原從功臣)에 녹훈되었다.

## 생애
최남걸은 전남 보성군 조성면 산정촌에서 첨정 최몽득의 아들로 태어났다. 본관은 탐진(耽津), 자는 순필(順弼), 시호는 삼수재(三守齋)이다. 소년 시절부터 무예에 능통하여 무관이 되어 만호(萬戶)에 올랐다.
인조반정과 이괄의 난 때 좌의정 윤방령(尹昉領)과 부사 정창연(鄭昌衍), 청음(淸陰) 김상헌(金尙憲), 월사(月沙) 이정구(李廷龜) 등과 인조 임금을 호종하는데 진충갈력하여 사직을 청안(淸安)하게 하였다. 이와 같은 공으로 1627년(인조 5)에 정사원종공신에 올라 녹권(錄券)을 하사 받았다.

## 사후
최남걸은  병조참판(兵曹參判)에 추증되었다. 1892년(고종 29) 최남걸은 형 최억남(崔億男)과 함께 일문쌍충(一門雙忠)으로 정려비(程閭碑)를 하사 받았다. 형 최억남은 임진왜란 때 전라좌의병 부장이 되었고, 무주, 금산, 성주, 개령, 제1,2차 진주성, 고성, 거제도, 하동 등지에서 왜군을 물리치는 데 큰 공을 세웠다.